# Шарл Брике
Шарл Брике (30. август 1839 — 24. јануар 1918) био је швајцарски историчар, оснивач филигранологије.
Шарл Брике је рођен 1839. године у Женеви. Познат је по своме делу Les Filigranes издатом 1907. године. Дело представља први зборник посвећен филигранима чијим је издавањем Брике основао филигранологију - помоћну историјску науку која се бави проучавањем водених знакова. 